# 日本液炭
日本液炭株式会社（にっぽんえきたん）は、日本の炭酸ガスメーカー。炭酸ガスシェアは日本国内首位。

## 沿革

### 液化炭酸株式会社
- 1923年（大正12年）6月 - 神戸液化炭酸合資会社を設立。コークス燃焼法により液化炭酸ガスの製造を開始。
- 1925年（大正14年）6月 - 神戸液化炭酸合資会社の事業を継承し、液化炭酸株式会社として改組。
- 1963年（昭和38年）10月 - 日本で初めて酸化エチレンを薬剤として、液化炭酸ガスを希釈剤に使用する殺菌ガスの開発に成功。
- 1963年（昭和38年）12月 - 殺菌ガスの販売を目的に、日本ガス殺菌工業（現・ステリテック）を設立。
- 1973年（昭和48年）11月 - 日本酸素（現・大陽日酸）との折半出資により国際炭酸を設立、千葉工場を建設。
- 1978年（昭和53年）10月 - ほくさん（現・エア・ウォーター）、三井東圧化学（現・三井化学）と共同して共同炭酸を設立。
- 1990年（平成2年）10月 - 埼玉県久喜市に開発研究センターを開設。
- 2003年（平成15年）7月 - 国際炭酸の千葉工場を閉鎖し、新工場を建設。

### 日本炭酸株式会社
- 1937年（昭和12年）9月 - 日本化成工業（現・三菱ケミカル）と日本水産（現・ニチレイ）との折半投資により日本炭酸工業株式会社設立。日本ドライアイスの業務を継承し、ドライアイスの販売を開始。
- 1963年（昭和38年）2月 - 液化炭酸ガスの販売を開始。
- 1970年（昭和45年）5月 - 商号を日本炭酸株式会社に改める。
- 1979年（昭和54年）10月 - 近畿冷熱（後のリキッドガス、現・大阪ガスリキッド）、製鉄化学工業（現・住友精化）及び昭和炭酸（現・レゾナック・ガスプロダクツ）と共同で近畿液炭を設立。
- 1981年（昭和56年）6月 - 東邦冷熱、中部冷熱、三菱化成工業（現・三菱ケミカル）と共同で知多炭酸を設立。
- 1982年（昭和57年）4月 - 東京冷熱産業（現・東京ガスケミカル）、三菱化成工業、三菱商事と共同で東京炭酸を設立。
- 2000年（平成12年）9月 - 大陽東洋酸素（現・大陽日酸）の100%子会社となる。
- 2004年（平成16年）4月 - リキッドガス、昭和炭酸と共同で大阪炭酸を設立。
- 2000年（平成16年）10月 - 炭酸ガス充填場、ドライアイス加工センター、研究施設を集約し、船橋事業所を開設。
- 2000年（平成16年）12月 - 三菱化学の炭酸事業に係わる製造部門を譲受（水島工場・黒崎工場）

### 日本液炭株式会社
- 2005年（平成17年）9月 ‐ 液化炭酸と日本炭酸が共同持株会社・日本液炭ホールディングス株式会社を設立。
- 2007年（平成19年）10月 ‐ 液化炭酸、日本炭酸、日本液炭ホールディングスの3社が合併、更に大陽日酸の炭酸事業部門を統合し、日本液炭株式会社が発足。
- 2009年（平成21年）6月 ‐ 上毛天然瓦斯工業を買収。

## 事業内容
- 炭酸ガス事業 -  溶接、飲料、冷却用炭酸ガスの製造・販売。
- ドライアイス事業 - 食料用、工業用ドライアイスの製造・販売。
- 殺菌殺虫ガス事業 - 殺菌ガス、殺虫ガス、燻蒸ガスの開発・製造・販売。
- 商品事業 - AdBlueの販売。

## 関連会社
- 国際炭酸株式会社
- 株式会社ステリテック
- 上毛天然瓦斯工業株式会社